# Châtillon-sur-Broué
Châtillon-sur-Broué – miejscowość i gmina we Francji, w regionie Grand Est, w departamencie Marna. Jej burmistrzem jest od 2008 r. Pierre Le Thies.
Według danych na rok 2006 gminę zamieszkiwało 61 osób, a gęstość zaludnienia wynosiła 9 osób/km².